# Teucholabis volentis
Teucholabis volentis är en tvåvingeart som beskrevs av Alexander 1952. Teucholabis volentis ingår i släktet Teucholabis och familjen småharkrankar.
Artens utbredningsområde är Bolivia. Inga underarter finns listade i Catalogue of Life.